# 梅德韋季夫卡 (謝苗諾夫卡區)
52°17′41″N 32°27′50″E / 52.29472°N 32.46389°E
梅德韋季夫卡（烏克蘭語：Медведівка），是烏克蘭北部的村莊，隸屬切爾尼希夫州的諾夫霍羅德-錫韋爾斯基區。該村面積0.33平方公里，海拔高度143米，2001年人口136，人口密度每平方公里412.1人。